# Moyo
Moyo is de hoofdplaats van het district Moyo in het noorden van Oeganda.
Moyo telde in 2002 bij de volkstelling 12.427 inwoners.